# Esmérdis
Esmérdis (Gaumata) (em grego clássico: Σμέρδις; romaniz.: Smérdis; em persa: بردیا, Bardiya) é o nome adotado pelo impostor Gaumata que usurpou o trono da Pérsia de Cambises II, quem, por sua vez, tinha assassinado seu próprio irmão de nome Esmérdis.

## Derrubada de Cambises
Cambises II havia assassinado, em segredo, o próprio irmão, Esmérdis, mas o mago Esmérdis (Gaumata), se fazendo passar por irmão de Cambises, sentou-se no trono real e foi proclamado rei no lugar de Cambises. Cambises caiu do cavalo sobre sua espada, e tentou avisar aos persas de que Esmérdis era um impostor, mas morreu de infecção, e os persas não acreditaram nele.

## Conspiração
Otanes, filho de Farnaspes, desconfiou da identidade de Esmérdis, e pediu à sua filha Fedímia, que tinha sido esposa de Cambises e agora era uma das esposas de Esmérdis, que verificasse com Atossa, irmã de Cambises e do Esmérdis verdadeiro, a identidade de Esmérdis. Mas Fedímia não conseguia falar com Atossa, e Otanes pediu que ela verificasse se Esmérdis ainda tinha as orelhas, porque Cambises havia mandado cortar as orelhas do mago Esmérdis.
Fedímia descobriu que Esmérdis não tinha orelhas, e Otanes contou para Aspatines e Gobrias, que também desconfiavam de Esmérdis. Eles decidiram escolher, cada um, um homem de confiança; Otanes escolheu Intafrenes, Gobrias escolheu Megabizo e Aspatines escolheu Hidarnes. Quando os seis estavam reunidos, juntou-se a eles Dario, vindo da Pérsia, onde seu pai Histaspes era governador.
Otanes queria reunir mais conspiradores, mas Dario opôs-se, pois quanto mais pessoas soubessem, maior a chance deles serem traídos, e eles decidiram agir imediatamente.

## Morte
Enquanto isso, Prexaspes, o assassino do Esmérdis verdadeiro, que havia sido convocado pelos magos com aliado e deveria fazer um discurso defendendo o impostor Esmérdis, após listar a ascendência de Ciro, denunciou a morte de Esmérdis e que agora eles estavam sendo governados por um mago impostor, matando-se em seguida.
Os sete persas quase interromperam seus planos, mas Dario, vendo um sinal, sugeriu que continuassem. Eles passaram facilmente pelos guardas, por serem nobres, mas foram impedidos pelos eunucos, que foram mortos. Os magos foram avisados pelos gritos dos eunucos e ainda tentaram se defender, Intafrenes perdeu um olho e Aspatines foi ferido na coxa. Gobrias e Dario entraram no quarto de Esmérdis, e Gobrias lutou contra Esmérdis, mas Dario não fez nada, porque no escuro não sabia identificar, mas Gobrias mandou que ele atacasse e tentasse matar qualquer um, por sorte, Dario matou o mago.
Os persas cortaram as cabeças dos magos e os cinco que não estavam feridos convocaram os persas para ajudá-los, matando todos os magos que encontraram. Os persas se uniram à revolta, e massacraram os magos; este dia virou um dia de festa para os persas, dia do massacre dos magos.